# Roodkapsnijdervogel
De roodkapsnijdervogel (Artisornis metopias) is een zangvogel uit de familie Cisticolidae.

## Verspreiding en leefgebied
Deze soort komt voor in zuidoostelijk Afrika en telt twee ondersoorten:
- A. m. metopias: van noordoostelijk Tanzania tot noordwestelijk Mozambique.
- A. m. altus: Ulugurugebergte (oostelijk Tanzania).

## Status
De grootte van de populatie is niet gekwantificeerd maar de soort wordt omschreven als plaatselijk algemeen. Op de Rode lijst van de IUCN heeft deze soort de status niet bedreigd.